# Salome Mulugeta
Mulugeta là một nhà làm phim, diễn viên và nhà báo người Mỹ gốc Ethiopia & Eritrea. Mulugeta được biết đến nhiều nhất khi chỉ đạo bộ phim điện ảnh đầu tiên của cô được dệt và giành giải thưởng khán giả cho bộ phim do phụ nữ da màu làm đạo diễn tại liên hoan phim quốc tế châu Phi Diaspora ở New York. Mulugeta và Nagwa Ibrahim đồng đạo diễn bộ phim và bộ phim đã ra mắt lần đầu tiên tại liên hoan phim Los Angeles 

## Lý lịch
Mulugeta được sinh ra ở Addis Ababa, Ethiopia. Cô theo học tại một trường nội trú dành cho nữ ở Bedford, Anh trước khi học ngành phát thanh và báo chí tại Đại học MidAmerica Nazarene ở Oledit, Kansas. Cô làm việc tại một đài truyền hình địa phương trước khi chuyển đến Los Angeles, nơi cô đồng sáng tác Woven với nam diễn viên Ryan Spahn. Sau khi gặp Nagwa Ibrahim, cặp đôi đã đạo diễn và sản xuất Dệt cùng nhau. Bộ phim mà Mulugeta đóng vai chính, được công chiếu tại Liên hoan phim Diaspora châu Phi 2017 ở New York, và được trình chiếu tại Liên hoan phim LA 2016.

## Đóng phim
- Woven ( 2018)
- Abeka (Đang phát triển)
- Bóng đèn Lit (2018)
- Marz (2016)
- Anh ấy nổi tiếng hơn bạn (2013)
- Em bé của gia đình (2002)